# الزياد (عبس)

تعديل مصدري - تعديل

الزياد هي إحدى قرى عزلة بني ثواب بمديرية عبس التابعة لمحافظة حجة، بلغ تعداد سكانها 422 نسمة حسب تعداد اليمن لعام 2004.